# Atari Flashback
A Atari Flashback é uma série de consoles videogame doméstico dedicados, que são projetados, produzidos e, comercializados pela empresa Atari, Inc. de 2004 a 2011, que desde 2011 foram projetados, produzidos e, comercializados pela empresa estadunidense AtGames sob licença da Atari. São versões "plug and play" dos consoles clássicos da segunda e da terceira geração Atari 2600 e Atari 7800; que em vez de usar cartuchos com ROM, os jogos vem embutidos no aparelho (armazenados internamente).
Os sistemas são alimentados por um adaptador CA (incluído), vêm com um par de controladores de joystick e usam conector RCA padrão de vídeo composto e áudio mono para conectar a uma televisão.

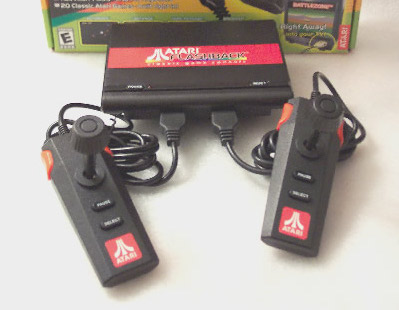
Atari Flashback da Atari de 2004

## Console original
O Atari Flashback foi lançado em 2004. O console parecia um Atari 7800 na aparência e vinha com um par de controladores que se assemelhavam aos do Atari 7800 , embora fossem um pouco menores. O sistema tinha vinte jogos embutidos, todos originalmente desenvolvidos pela Atari Inc. da Warner Communication e pela Atari Corp. para os sistemas de jogos 2600 e 7800 . Os jogos que originalmente necessários analógicos remo controladores foram feitos para trabalhar com os joysticks incluídos.
Foi projetado pelo veterano da Atari Curt Vendel, cuja empresa Syzygy Co. (anteriormente Legacy Engineering Group)  projeta outros produtos de videogame doméstico e de arcade de vídeo. A Atari Inc. deu à Syzygy Co. dez semanas para projetar o produto, produzir seus jogos e prepará-lo para o Natal de 2004. O Atari Flashback foi baseado no hardware "NES-on-a-chip", sem se parecer com nenhum dos sistemas Atari que o Flashback deveria representar (isso foi resolvido com o Flashback 2). Como resultado, os jogos contidos eram portos e diferiam em graus variados dos jogos originais e, portanto, o Flashback era impopular com alguns puristas.

#### Jogos incluídos
Houve uma seleção de cerca de 20 jogos no Flashback original. Um jogo, Saboteur (originalmente projetado por Howard Scott Warshaw ), foi anunciado como "inédito"; embora nunca faça parte da programação da Atari, foi vendido na convenção Philly Classic 5 em 2004.
| Atari 2600 | Atari 7800                                                                             |
| - Adventure - Air-Sea Battle - Battlezone - Breakout - Canyon Bomber - Crystal Castles - Gravitar - Haunted House - Millipede - Saboteur - Sky Diver - Solaris - Sprint master - Warlords - Yars' Revenge | - Asteroids - Centipede - Desert Falcon - Charley Chuck's Food Fight - Planet Smashers |

## Versão 2

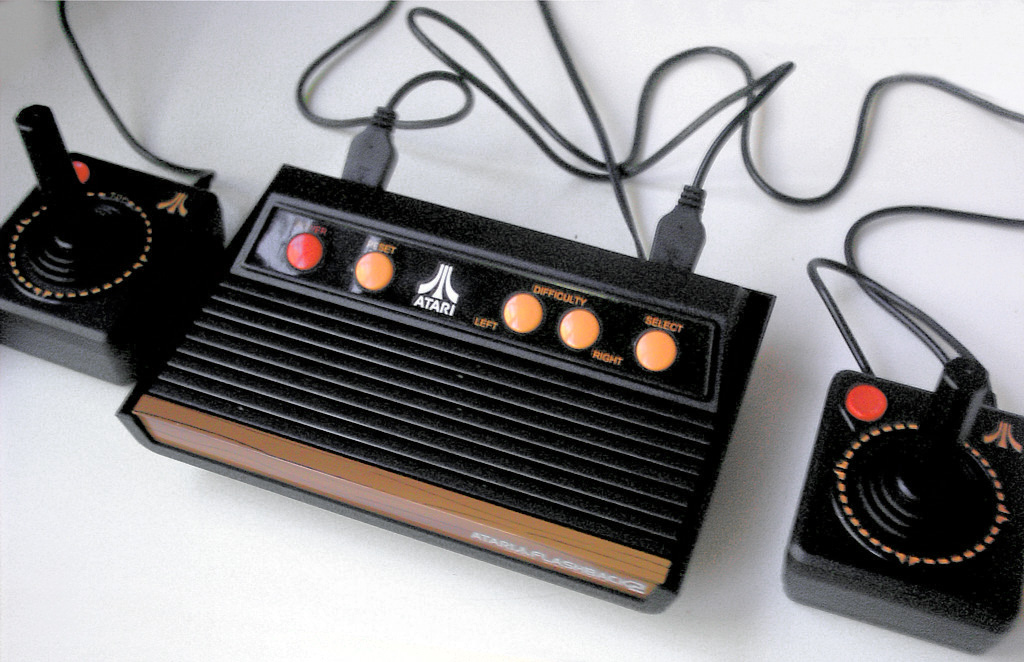
Atari Flashback 2 da Atari de 2005

O Atari Flashback 2, o sucessor do console Atari Flashback original, foi lançado em 2005. Possui quarenta jogos Atari 2600 integrados. Alguns dos jogos incluídos são homebrews criados por entusiastas nos últimos anos e dois dos jogos originalmente publicados pela Activision, Pitfall! E River Raid.
A aparência do Atari Flashback 2 é uma reminiscência do console Atari 2600 original de 1977. É aproximadamente dois terços do tamanho do original e é muito mais leve. O console da versão 2 possui cinco botões (energia, redefinir, dificuldade esquerda e direita alterna e seleciona); na parte traseira, possui uma chave deslizante em cores / preto e branco e duas portas para os joysticks incluídos. Os joysticks têm uma semelhança muito próxima com os joysticks Atari 2600 originais de 1977 e são compatíveis e intercambiáveis com eles. O Flashback 2 não vem com controladores de paddle, mas os controladores de paddle originais podem ser conectados a ele e usados com seus jogos baseados em paddle.
Curt Vendel e Legacy Engineering retornaram para desenvolver o Flashback 2. Ao contrário do console Flashback original, a versão 2 contém um circuito único de chip projetada por Vendel; é uma reprodução do chip TIA usado no Atari VCS original.  Como tal, o Atari Flashback 2 roda jogos exatamente como rodavam em um console original. O projeto Atari Flashback 2 recebeu o codinome "Michele", em homenagem à esposa de Vendel. O nome dela está impresso na placa - mãe.
Marty Goldberg, proprietário do Electronic Entertainment Museum, foi o escritor técnico do manual fornecido e do design completo do manual online. Devido a alterações no conteúdo do jogo durante o desenvolvimento e problemas com a empresa de design gráfico mantendo as revisões de edição corretas, o manual que acompanha o Flashback 2 apresenta vários erros, incluindo erros de digitação. Por exemplo, ao contrário do manual, não há modo para dois jogadores no Centipede e não há jogabilidade de nave conectada no Space Duel . Da mesma forma, na descrição de Save Mary "Barnaby acabou de explodir a maldita vizinha" aparece.

### Jogos incluídos
Os jogos disponíveis são organizados em quatro categorias selecionáveis a partir de um menu na tela. Depois que um jogo é selecionado, o único caminho de volta ao menu é usar o botão liga / desliga para desligar e ligar o console novamente.
Os jogos listados abaixo como hacks usaram o código de outros jogos como ponto de partida e modificaram sua jogabilidade ou aparência. Os homebrews foram escritos a partir do zero pelos fãs da Atari nos anos 1990 e 2000. Protótipos não lançados são jogos que foram desenvolvidos pela Atari Inc. nos anos 1970 e 1980, mas nunca vendidos aos consumidores; alguns desses jogos podem ter erros ou estar incompletos. Alguns dos jogos listados são novos e exclusivos para o Flashback 2.

#### Aventura Território
- Adventure
- Adventure II , uma sequela de Adventure que se baseia em seu código de jogo baseado em assembly original
- Haunted House
- Return to Haunted House , uma sequela de Haunted House que se baseia no código do jogo original baseado na montagem da Adventure , combinado com gráficos da Haunted House original.
- Secret Quest
- Assistant (protótipo não lançado)

#### Favoritos Arcade
- Arcade Asteroids (hack) do Atari 2600 Asteroids original com os sprites alterados para contornos para retratar com mais precisão a versão arcade
- Arcade Pong (exclusivo para o Flashback 2), uma versão do Pong que pode usar controladores de remo, se conectados
- Asteroids Deluxe (exclusivo)
- Battlezone
- Centipede
- Lunar Lander (exclusivo)
- Millipede
- Missile Command
- Space Duel (exclusivo)

#### Zona de Habilidade e Ação
| - Tic-Tac-Toe 3D - Aquaventure (protótipo não lançado) - Atari Climber (homebrew), lançado em 2004 como Climber 5 - Combat - Combat 2 (protótipo não lançado) - Dodge 'Em - Fatal Run (lançado apenas na Europa) - Frog Pond (protótipo não lançado) - Hangman" - ''Human Cannonball" - Maze Craze - Out the Wall - Outway' - Pitfall! (originalmente lançado pela Activision) - 'Radar Lock - River Raid (lançado originalmente pela Activision) - Save Mary (protótipo não lançado) - '"Video Checkers'' - Video Chess |

#### Estação Espacial
- Caverns of Mars (exclusivo)
- Quadrun (originalmente vendido apenas por correspondência pelo fã-clube da Atari)
- Saboteur (protótipo não lançado)
- Space Wars
- Yars 'Return (sequela exclusiva de Yars' Revenge baseada em seu código de jogo original baseado em montagem )
- Yars' Revenge

#### Jogos de remo
O console também inclui dois títulos ocultos que requerem o uso de controladores de remo. O Flashback 2 não vem com controladores de paddle, portanto esses jogos não podem ser jogados a menos que o usuário tenha um conjunto original de controladores de paddle Atari 2600 . Para acessar o menu do jogo de remo oculto, o usuário deve pressionar 1 vezes o joystick, pressionar 9 vezes, pressionar 7 vezes e pressionar 2 vezes (isso representa o ano de 1972, no qual Pong apareceu pela primeira vez). O código deve ser inserido de forma constante e sem pausas (insira-o muito rapidamente e não funcionará).
- Super Breakout
- Warlords

### Telas de teste
As telas de teste do controlador podem ser acessadas pressionando os botões de seleção e redefinição enquanto pressiona o botão liga / desliga para ligar o console. Com o interruptor colorido / preto e branco definido como 'cor', a tela de teste do joystick será exibida; com ele definido em preto e branco, a tela de teste de remo será exibida. Essas telas de teste permitem que um jogador teste as entradas do controlador, bem como as cores e sons do console. Na tela de teste de remo, se os joysticks estiverem conectados ao contrário dos controladores de remo, o jogo Off the Wall pode ser acessado e jogado movendo-se para a direita com o controle esquerdo.

### Revisões
Até agora, houve três revisões do Atari Flashback 2.
- O Rev. 0X tem um problema com a voz sintetizada no Quadrun que não funciona devido a um problema com a emulação da saída de áudio do console original. (Quando o jogo começa, o jogo deve falar "Quadrun" três vezes.) Ele também contém uma versão protótipo do Millipede, programada pela General Computer Corporation ;  esta versão tem problemas com o display perdendo a retenção vertical e aparecendo "rolar", tornando o jogo impossível de jogar. Essa revisão tinha os dados de entrega antecipada ao fabricante de chips e não era para ser executada em produção. Embora isso geralmente seja chamado de Rev. A, é chamado apropriadamente de Rev. 0X
- Rev. A É a revisão de produção correta do chip que corrige a síntese de voz em Quadrun e também contém a versão do Millipede da Atari Inc. , bem como uma revisão mais recente do Adventure 2, que é mais fácil de ver em certas TVs que tiveram um som muito escuro. paleta de cores. Essa revisão às vezes é chamada de Rev. B, pois era a segunda série de lançamentos.
- O Rev. C possui uma PCB de tamanho reduzido, que foi projetada para simplificar a instalação de uma porta de cartucho (conforme descrito abaixo). Não há alterações na funcionalidade da unidade; o chip Revisão C corrigiu alguns problemas de incompatibilidade do Hmove, mas ainda faltavam vários Opxx códigos ilegais 65xx e suporte para comutação de bancos FE.

Alguns dos jogos incluídos, como Lunar Lander , exibem alguma cintilação . Isso ocorre devido a limitações no hardware original do Atari 2600, que o Flashback 2 reproduz com precisão. Curt Vendel observou que os jogos exclusivos do Flashback 2 foram programados sob um cronograma rigoroso e, mais tarde, encarregou os desenvolvedores de ajustar esses jogos para reduzir a oscilação.  Algumas dessas revisões foram incluídas no Atari Flashback 2+, lançado em 2010 (veja abaixo).
Rev. D é o Atari Flashback Portable com suporte para todos os jogos, com exceção dos jogos Pitfall 2 e Supercharger. Este novo chip também terá linhas de driver de LCD e suporte à conectividade USB e memória RAM Flash para armazenamento de jogos. Nenhuma palavra oficial sobre quando a Atari Inc. lançará esta revisão.

### Adicionando a porta de cartucho
Enquanto os consoles Atari 2600 originais tinham um slot para cartucho, o Atari Flashback 2 não. No entanto, um hobby pode modificar um Flashback 2 para usar os cartuchos Atari 2600 e pode até instalar um switch em determinados pontos da placa-mãe para que o console possa ser configurado para jogar os quarenta jogos internos novamente. Muitos títulos funcionam com esse arranjo, no entanto, sabe-se que alguns que fazem uso da RAM no carrinho não funcionam; isso é especialmente verdade em cervejas caseiras que usam mais RAM do que os carros de produção originais teriam usado. A placa-mãe é impressa com vários pontos de solda e um guia ao qual os pontos de contato se associam a quais pinagens dos cartuchos.

### Vendas
Em uma entrevista ao The Escapist , Curt Vendel observou: "O Flashback 2 foi excepcionalmente bem. 860.000 vendidos nos EUA / no país".

### Atari Flashback 2+

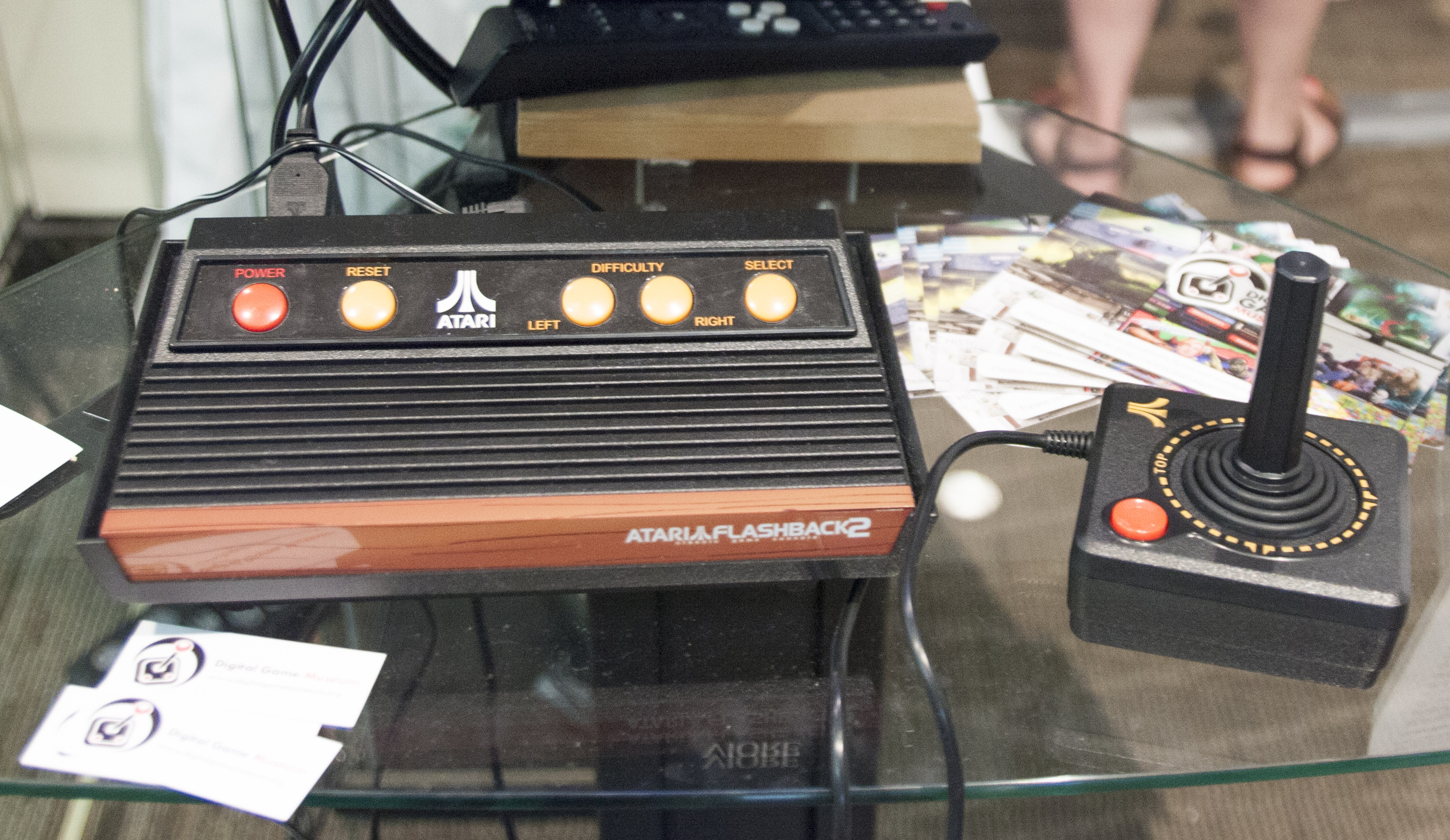
Atari Flashback 2+ da Atari de 2010

Em janeiro de 2010, a Atari anunciou pré-encomendas para o Atari Flashback 2+, a ser lançado em 22 de fevereiro de 2010.  General Mills anunciou simultaneamente um sorteio de brindes para o console, juntamente com outras mercadorias relacionadas à Atari, em conjunto com seu Cereais Honey Nut Cheerios.

#### Jogos incluídos
A maior parte dos jogos incluídos no Atari Flashback 2+ é a mesma. No entanto, Pitfall! , River Raid , Wizard , Caverns of Mars e Atari Climber foram removidos. Em troca, foi adicionada uma seção de esportes que incluía os jogos Realsports Boxing , Realsports Soccer , Super Baseball , Super Football e Double Dunk .  Um terceiro jogo 'oculto', Circus Atari , foi adicionado ao menu 'oculto' que apresenta apenas os jogos Warlords e Super Breakout .

#### Diferenças de console
Além dos jogos, as diferenças estéticas entre o FB2 e o FB2 + mais recente são que o último console ostenta um sinal de mais (+) e um texto maior para o "Classic Gaming Console". Além disso, o símbolo 'fuji' Atari no FB2 original se assemelha ao fuji mais recente da era Hasbro, enquanto o FB2 + fuji se assemelha ao Atari fuji original da década de 1970.

## Versão 3

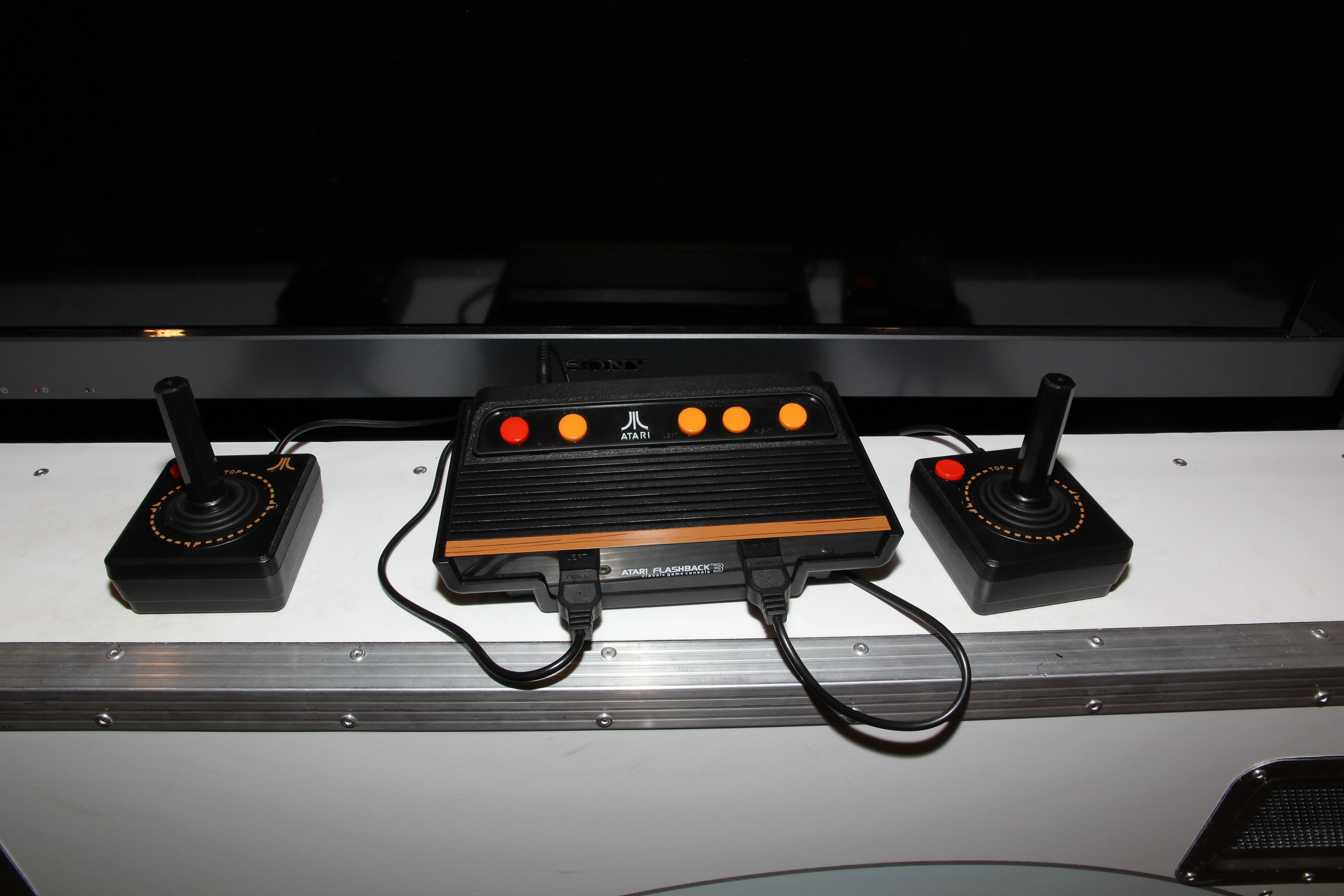
Atari Flashback 3 da Atari de 2011

Em 2011, a Atari licenciou o conceito de Flashback da Legacy Engineering e nomeou para AtGames o "Flashback 3".  O Flashback 3 inclui 60 jogos Atari 2600 embutidos, 2 joysticks e um design de gabinete semelhante ao design do Flashback 2/2 +, exceto as portas do joystick frontal, nenhum comutador P / B e um curvatura diferente. Internamente, o sistema Flashback 3 usa emulação executada em um processador baseado em ARM em vez do "2600 em um chip" do Legacy e não é possível hackear para adicionar uma porta de cartucho para a leitura de cartuchos Atari 2600 originais. No entanto, não apenas os 2600 originais Como joysticks e remos funcionam neste sistema, as futuras unidades do Atari Flashback e as revisões feitas pela AtGames terão um áudio definido em um tom mais baixo do que o normal.

### Jogos incluídos
| - Tic-Tac-Toe 3D - Aventura - Adventure II - Batalha Ar-Mar - Aquaventure - Asteroids - Gamão - Basquetebol - Zona de Batalha - Boliche - Bombardeiro Canyon - Centopéia - Campeonato de Futebol - Circus Atari - Comando de mísseis - Combate - Combate 2 - Demônios em diamantes - Falcão do deserto - Dodge 'Em - Double Dunk - Corrida Fatal - Flag Capture - Lagoa do sapo - Diversão com números - Golfe - Gravitar - Carrasco - Casa assombrada - Para fora - Bala de canhão humana | - Maze Craze - Mini-golfe - Night Driver - Fora da parede - Bandido - Realsports Baseball - Basquete Real - Realsports Soccer - Realsports Volleyball - Sabotador - Salve Maria - Secret Quest - Paraquedista - Guerra espacial - Sprintmaster - Star Ship - Com obstáculos - Comandante Submarino - Super Baseball - Super Breakout - Super Futebol - Surround - Swordquest: Earthworld - Swordquest: Fireworld - Verificadores de vídeo - Video Chess - Video Pinball - Mago - Vingança de Yars |

## Versão 4

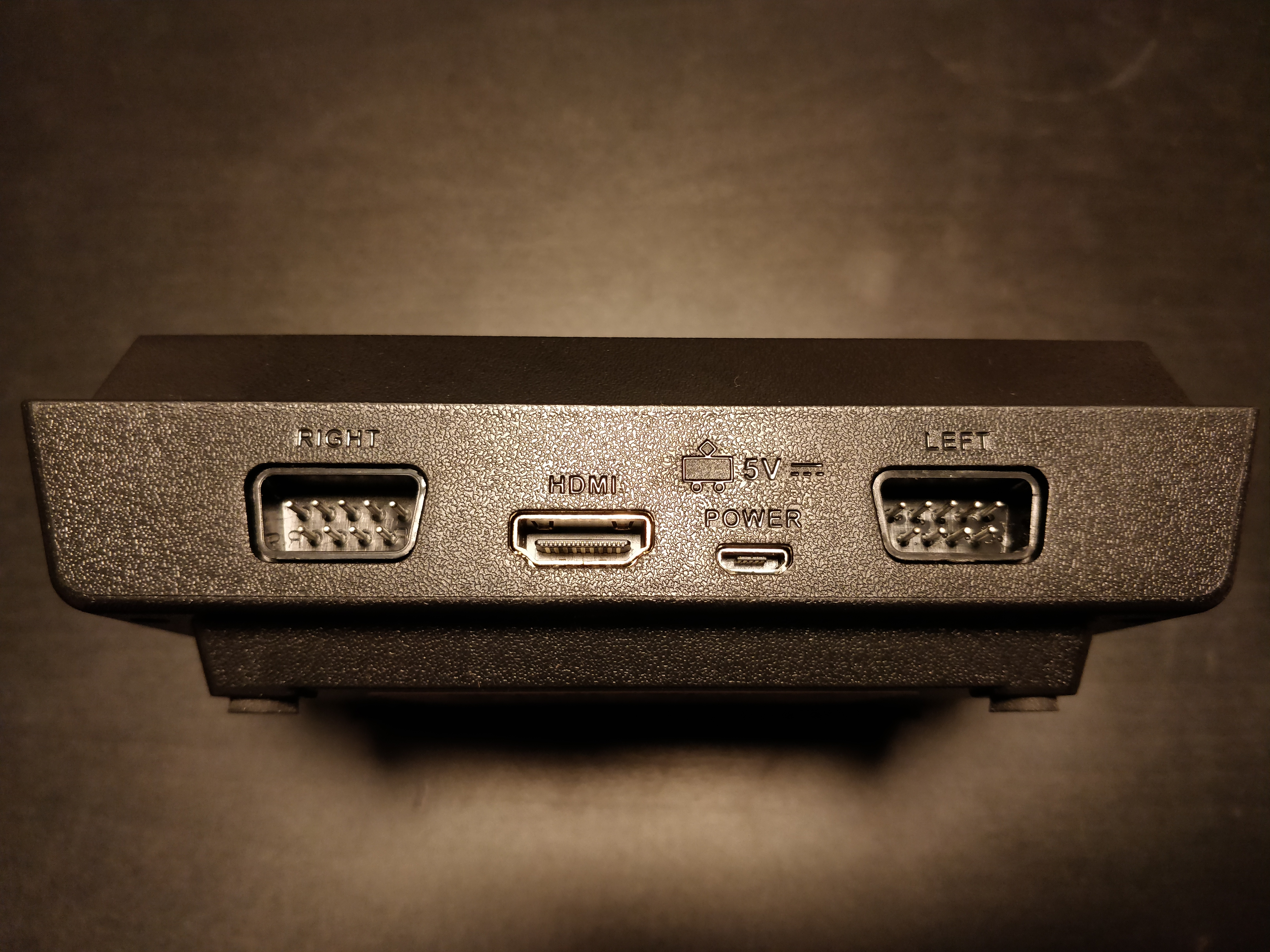
Atari Flashback 4 da Atari de 2012 (traseira do console)

Em 13 de novembro de 2012, o Atari Flashback 4 foi lançado pela AtGames com 75 jogos Atari 2600. O console é semelhante ao seu antecessor, o Flashback 3; no entanto, a mudança notável é que os controladores do joystick são sem fio via infravermelho. O console aumentou sua biblioteca para 75 jogos, 15 a mais que o Flashback 3. As novas adições são:
| - Saia - Castelos de cristal - Futebol - Linha da frente (não é a versão 2600 original) - Jungle Hunt (Não é a versão original do 2600) - Polaris (Não é a versão original do 2600) - Pong - Retornar para Casa Assombrada | - Slot Machine - Slot Racers - Invasores do espaço (não a versão original do 2600) - Stellar Track - Corredor de rua - Tempestade - Senhores da guerra |

O jogo Secret Quest foi substituído pelo jogo Black Jack .
Em 4 de dezembro de 2012, a AtGames lançou o Atari Flashback 4: 40th Anniversary Deluxe Edition. Isso incluiu um conjunto de réplicas de pás Atari 2600 , 5 pôsteres colecionáveis e uma cópia da patente original do joystick Atari assinada por Nolan Bushnell.
Algumas versões do Flashback 4 incluem um 76º jogo de "bônus", o Millipede .
A Atgames também desenvolveu uma versão exclusiva do Walmart com apenas 64 jogos e controladores com fio, incluindo Space Invaders, chamado Atari Flashback 64.

## Versão 5

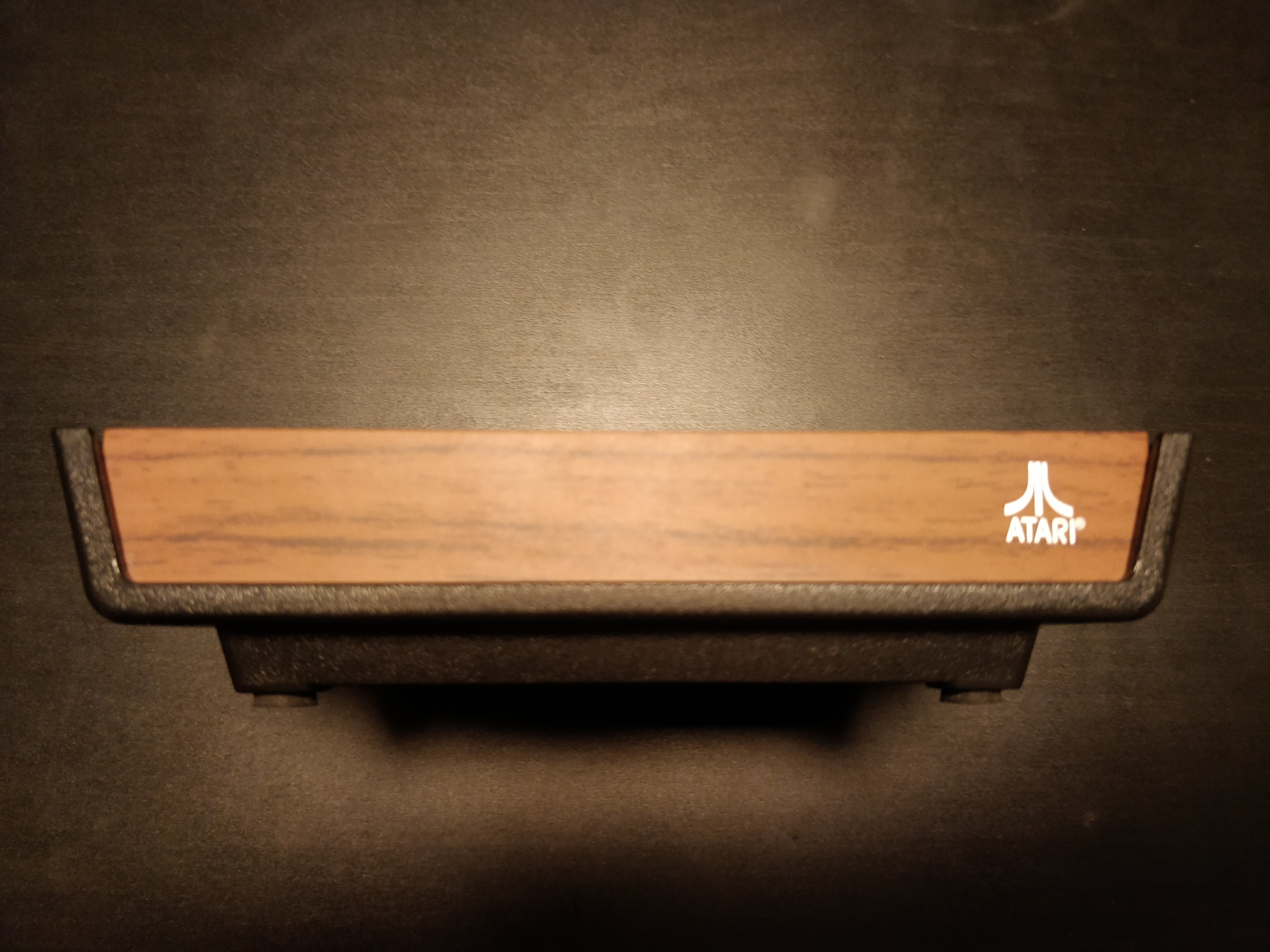
Atari Flashback 5 da Atari de 2014

O Atari Flashback 5 foi lançado em 1 de outubro de 2014. Como os dois lançamentos anteriores, ele foi desenvolvido pela AtGames. É o mesmo que o Flashback 4 com os joysticks sem fio infravermelhos, mas adiciona mais 17 jogos, aumentando o total para 92 jogos. Os novos jogos são:
| - Air Raiders - Emboscada Armadura - Astroblast - Caverna Sombria - Sapos e moscas - Futebol Internacional - Super Challenge ™ Baseball - Super Challenge ™ Football - Space Attack ™ | - Star Strike ™ - Batalha no Mar - Luta de espadas - Chase It - Escape It - Miss It - Deslocador de Escudos - Despir - jogo Battlezone foi substituído por Millipede. |

O exclusivo do Walmart é com controladores com fio, como na versão anterior.

## Versão 6

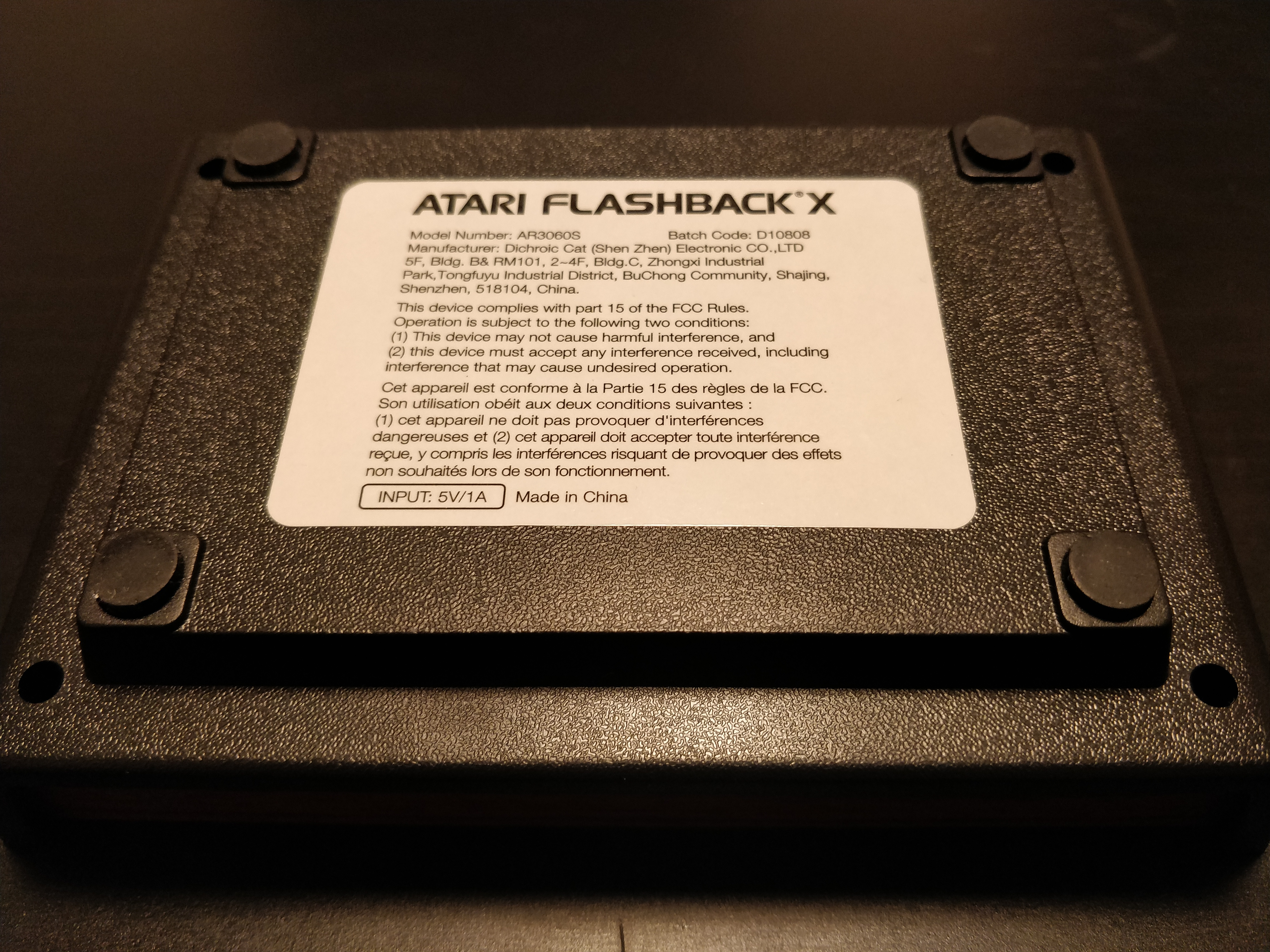
Atari Flashback 6 da Atari de 2016 (Rótulo)

O Atari Flashback 6 foi lançado em 15 de setembro de 2015. Como os três lançamentos anteriores, ele foi desenvolvido pela AtGames. É o mesmo que o Flashback 5 com os joysticks sem fio infravermelhos, mas adiciona mais 8 jogos, aumentando o total para 100 jogos.  Os novos jogos são:
- Atari Climber
- Indy 500 ™
- MotoRodeo
- Bloqueio do radar
- Secret Quest
- Solaris
- Swordquest: Waterworld
- Retorno de Yars

## Versão 7

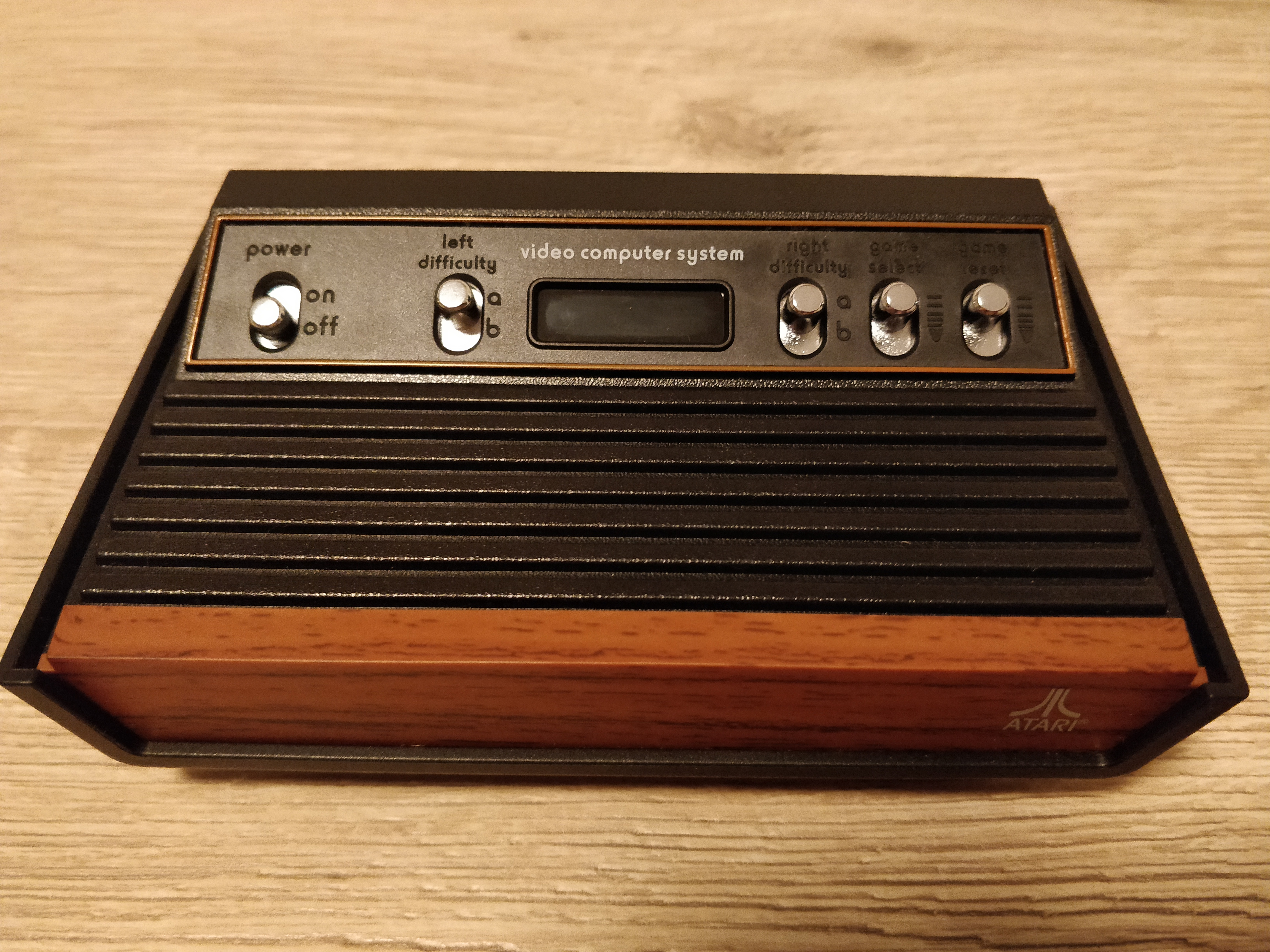
Atari Flashback 7 da Atari de 2016

O Atari Flashback 7 foi lançado em 1 de outubro de 2016. Como os quatro lançamentos anteriores, ele foi desenvolvido pela AtGames. É o mesmo que o Flashback 6 com os joysticks sem fio infravermelhos, mas adiciona mais 1 jogo - Frogger - (não a versão original 2600; em vez disso, a versão incluída no Flashback é uma réplica do jogo arcade original) aumentando o total para 101 jogos.

### Versão 7 edição deluxe
Lançado em 2016, o Atari Flashback 7 Deluxe inclui dois controladores de remo com fio, além dos joysticks sem fio.

## Versão 8

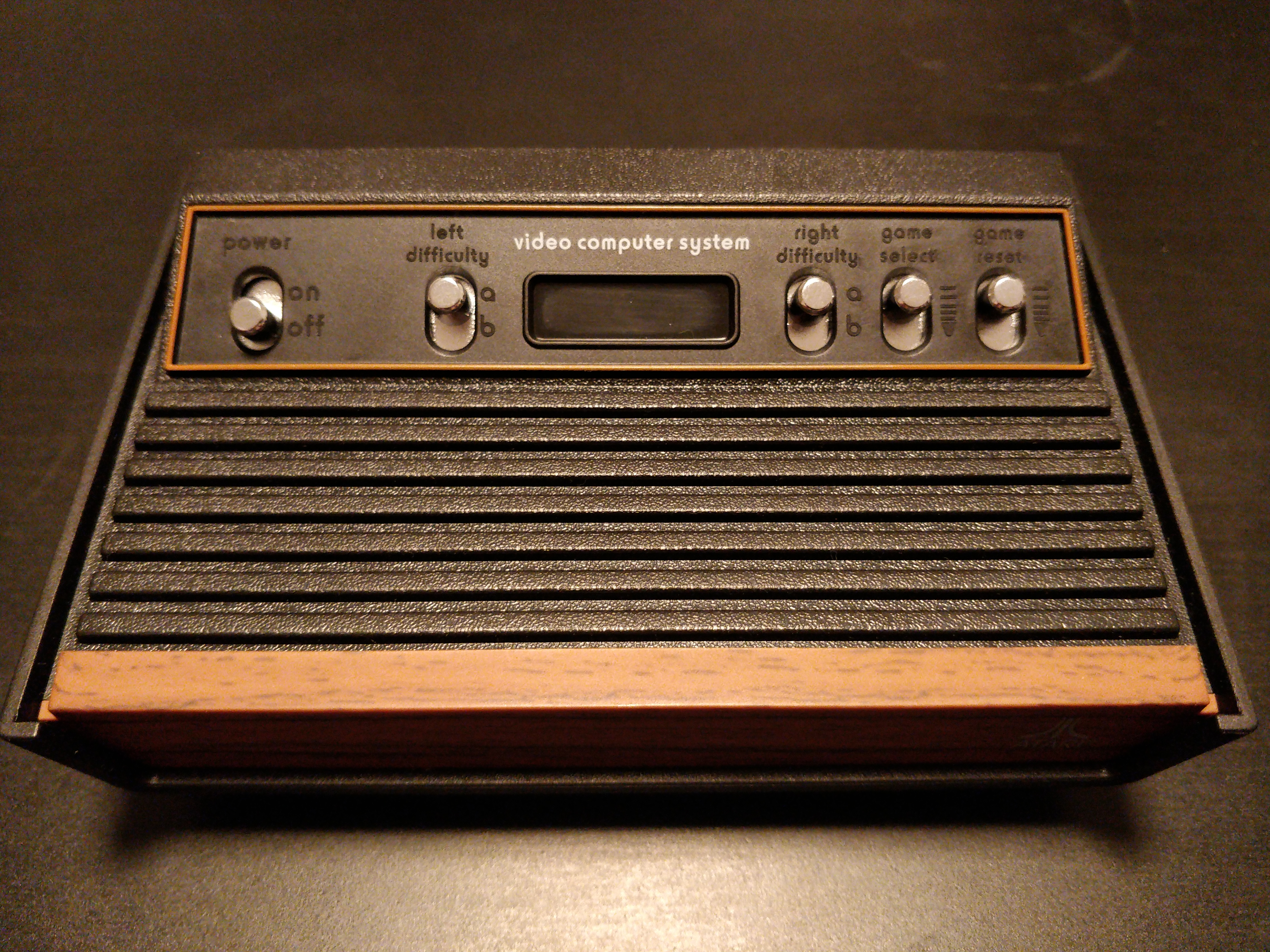
Atari Flashback 8 da Atari de 2017

O Atari Flashback 8 foi lançado em setembro de 2017. Como os cinco lançamentos anteriores, ele foi desenvolvido pela AtGames. Ele inclui controladores com fio mais uma vez enquanto possui 105 jogos.  Ele contém os mesmos jogos que o Atari Flashback 7, com as seguintes alterações:
Novos jogos:
- HERO ™
- Kaboom!
- Armadilha!
- Panela de Pressão ™
- River Raid

Jogos removidos:
- Despir

### Versão 8 edição deluxe
Esta edição inclui 105 jogos e dois joysticks com fio. O Atari Flashback 8 Deluxe é idêntico ao Atari Flashback 8, exceto que esta versão inclui um conjunto de controladores de remo, além dos joysticks.

### Versão 8 edição ouro
Enquanto o Flashback 8 continua a compor vídeo para conexão com a televisão, como nos modelos anteriores, a edição Flashback 8 Gold inclui saída de vídeo HDMI 720p. O Flashback 8 Gold inclui controladores sem fio de 2,4 GHz em vez dos controladores sem fio infravermelhos encontrados nas versões anteriores. O Gold também vem com a opção de pausar, salvar e retroceder os jogos do sistema. Também foi lançada uma segunda edição Gold Edition com a marca Activision , que inclui 130 jogos e é descrita mais detalhadamente abaixo.
O Atari Flashback 8 Gold inclui 120 jogos. Os novos jogos são:
| - Beamrider ™ - Chopper Command ™ - Cosmic Commuter ™ - Crackpots ™ - Decathlon - Dragster - Enduro ™ - Fishing Derby ™ | - Frostbite ™ - Keystone Kapers ™ - Megamania ™ - Oink! ™ - Seaquest ™ - Stampede ™ - Starmaster ™ |

### Versão 8 edição gold deluxe
Esta edição também inclui 120 jogos, mas também inclui 2 pás com fio, além de dois joysticks sem fio.

### Versão 8 edição gold deluxe activision
Esta edição inclui 130 jogos com 2 joysticks sem fio e HDMI, mas não inclui todos os jogos da outra versão do Flashback 8 Gold.  Os novos jogos são:
| - Atlantis ™ - Boxe - Ponte - jogo de damas - Demon Attack ™ - Dolphin ™ - Dragonfire ™ - Freeway ™ - Grand Prix ™ - Hockey no gelo | - Laser Blast ™ - Plaque Attack ™ - Private Eye ™ - River Raid II - Esquiar - Sky Jinks ™ - Ônibus espacial - uma viagem ao espaço ™ - Spider Fighter ™ - tênis |

Mas não inclui:
- Chase It
- Escape It
- Frogger
- Linha de frente
- Jungle Hunt
- Miss It
- Polaris
- Deslocador de Escudos
- Invasores do espaço

## Versão 9
O Atari Flashback 9 foi anunciado em 24 de outubro de 2018. Como os seis lançamentos anteriores, ele foi desenvolvido pela AtGames . Inclui dois controladores com fio e 110 jogos. O número do modelo AR3050 inclui saída de vídeo HDMI 720p como o Flashback 8 Gold e executa o emulador Stella (versão 3.9.3). Ele inclui um slot SD como o Atari Flashback Portable para atualizações de firmware, jogos baixados e salvar e retomar estados de jogos. Outra mudança é a substituição do adaptador de energia CA por um adaptador e cabo de energia MicroUSB de 5V / 1A. Os controladores de pá com fio opcionais, projetados exclusivamente para uso com a série Atari Flashback 9, ainda não estão disponíveis.

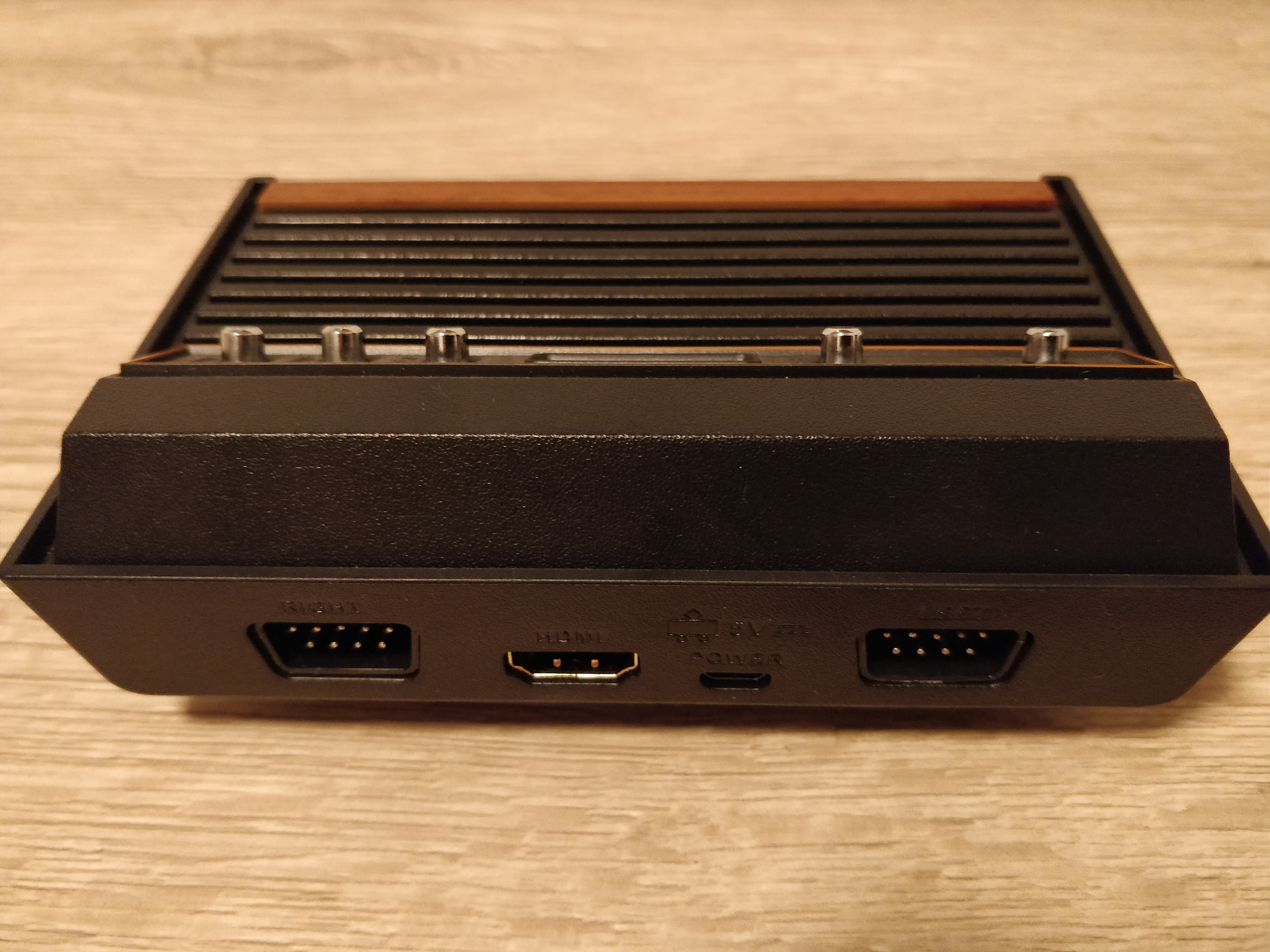
Atari Flashback 9 da Atari de 2018 (traseira do console)

Também foi lançada uma versão mais barata (números de modelo AR3220 e AR3230), que inclui saída de vídeo composta em vez de HDMI e executa o emulador personalizado da AtGames como no Flashback 8. anterior. Um cabo MicroUSB está incluído, mas o usuário deve fornecer um adaptador de energia USB.

### Jogos incluídos
| - Tic-Tac-Toe 3D - Aventura - Adventure II - Ar · SeaBattle - Amidar - Aquaventure - Asteroids® - Asteroids Deluxe® - Atari Climber - Gamão - Basquetebol - Beamrider ™ - Black Jack - Boliche - Breakout® - Canyon Bomber® - Centipede® - Campeonato de Futebol - Chopper Command ™ - Circus Atari® - Combat® - Combat® Two - Cosmic Commuter ™ - Crackpots ™ - Crystal Castles® - Decathlon - Demônios para Diamonds ™ - Desert Falcon® - Dodge 'Em - Double Dunk ™ - Dragster ™ - Enduro ™ - Corrida Fatal - Fishing Derby ™ - Flag Capture - Futebol - Lagoa do sapo - Frogger - Front Line ™ - Frostbite ™ - Diversão com números - Golfe - Gravitar® - Gyruss - HERO ™ - Carrasco - Haunted House® - Para fora - Bola de Canhão Humana ™ - Indy 500 ™ - Jungle Hunt ™ - Kaboom! ™ - Keystone Kapers ™ - Maze Craze - Megamania ™ | - Millipede® - Mini-golfe - Missile Command® - MotoRodeo - Night Driver ™ - Fora da parede - Oink! ™ - Outlaw ™ - Pitfall! ™ - Polaris ™ - Pong® (Jogos Olímpicos) - Pooyan - Panela de Pressão ™ - Radar Lock ™ - Realsports® Baseball - Realsports® Basketball - Realsports® Soccer - Realsports® Volleyball - Retornar para Casa Assombrada - River Raid - Saboteur® - Salve Maria - Seaquest ™ - Secret Quest - Paraquedista - Slot Machine - Slot Racers - Solaris - Space Invaders ™ - Guerra espacial - Sprintmaster - Stampede ™ - Star Ship - Starmaster ™ - Com obstáculos - Stellar Track ™ - Corredor de rua - Submarine Commander® - Super Baseball - Super Breakout® - Super Futebol - Surround - Swordquest: Earthworld ™ - Swordquest: Fireworld ™ - Swordquest: Waterworld ™ - Tempest® - Trilha de corrida - Tutankham - Verificadores de vídeo - Video Chess - Video Pinball - Warlords® - Mago - Retorno de Yars - Yars 'Revenge® |

### Versão 9 edição ouro
Esta edição inclui 120 jogos e, como o Flashback 8 Gold, substitui os dois controladores com fio por dois controladores de joystick sem fio de 2,4 GHz e inclui saída HDMI de 720p. As novas adições de jogos são:
- Atari Video Cube
- Burger Time
- Burnin 'Rubber
- Chase It!
- Escape It!
- auto-estrada
- Lock 'n Chase
- Miss It!
- Armadilha II: Cavernas Perdidas
- Deslocador de Escudos
- Space Raid
- Despir

Excluídos são:
- Fishing Derby ™
- Oink! ™

## Atari Flashback X

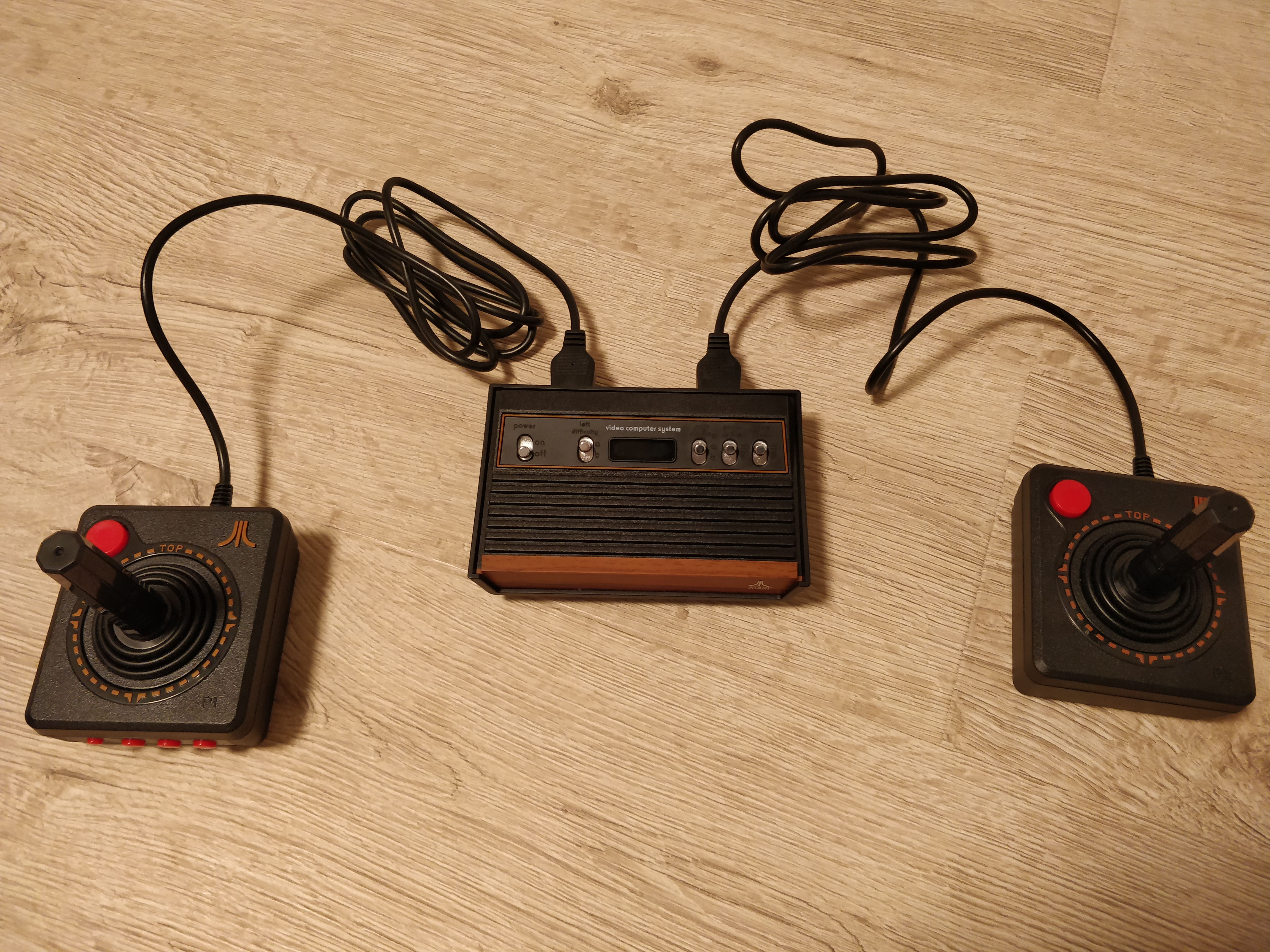
Atari Flashback X da Atari de 2019

O Atari Flashback X foi lançado em 2019 . Como os lançamentos anteriores, ele foi desenvolvido pela AtGames . Inclui dois controladores com fio e 110 jogos.

## Consoles Portáteis

### Atari Flashback Portátil
O Atari Flashback Portable, lançado em novembro de 2016, é um sistema portátil com 60 jogos embutidos e um slot SD para jogos baixados. Possui um LCD de 3,2 ", porta de saída AV e mini porta de carregamento USB. 

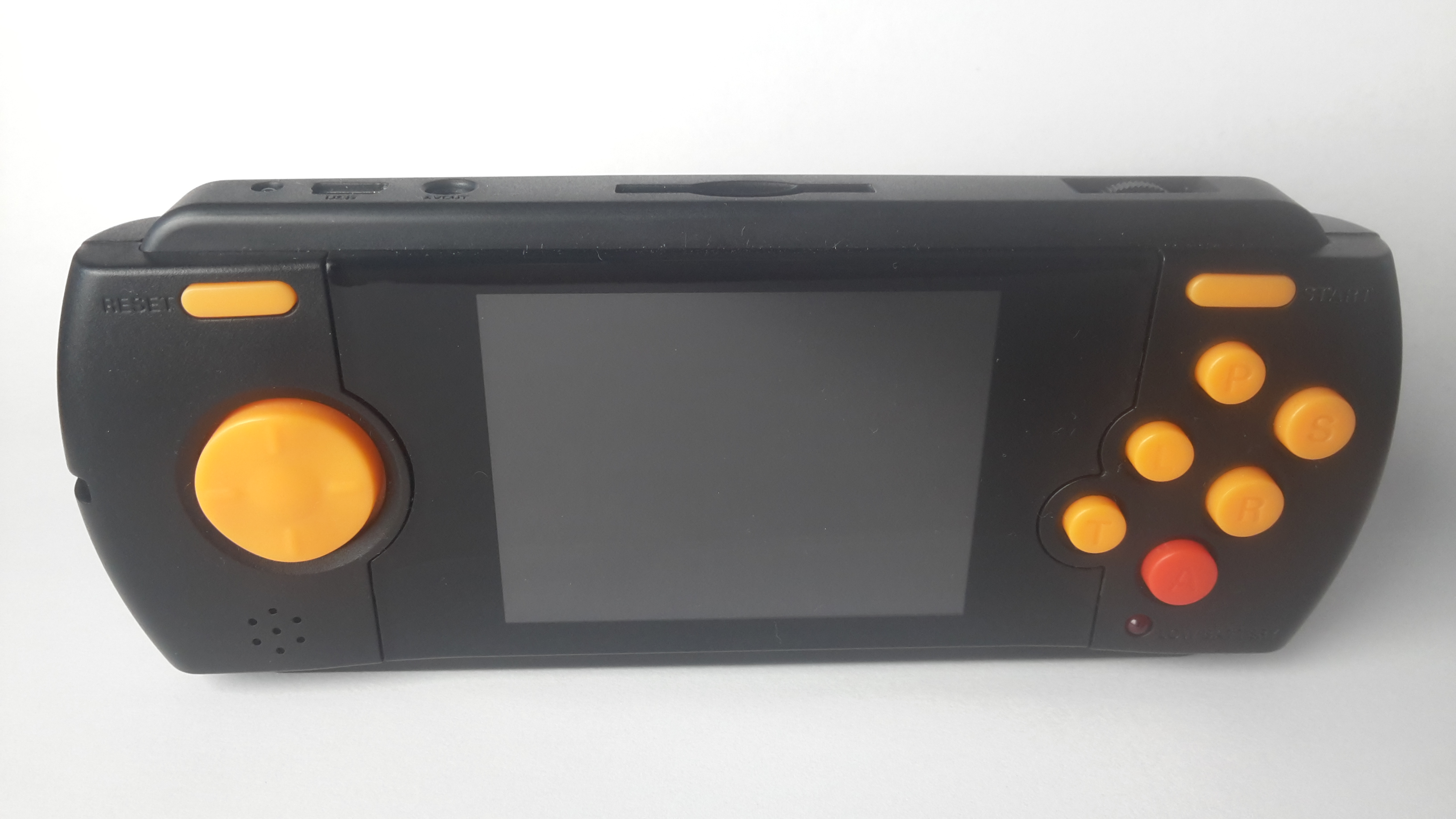
Atari Flashback Portátil da Atari de 2016

Uma versão portátil proposta anteriormente do Flashback foi criada por Curt Vendel e pelo Legacy Engineering Group. A maquete inicial foi demonstrada no início de 2007 com uma tela TFT de 2,5 "rodando aproximadamente 15 horas em um conjunto de três baterias" AAA ". Os jogos são carregados na memória interna de 2 MB usando um cabo USB. A data de lançamento foi projetada no início de 2008 com um preço de varejo de aproximadamente US $ 40, Curt Vendel anunciou que o projeto não seria lançado pela Atari e que nenhuma informação adicional foi divulgada.

### Portable 2° Edição
Uma segunda edição do Atari Flashback Portable foi lançada em setembro de 2017. Como o primeiro Atari Flashback Portable, foi construído pela AtGames. Inclui 70 jogos com as adições mais notáveis a esta edição, sendo quatro jogos da Namco que são Dig Dug , Galaxian , Pac-Man e Xevious . A versão do Pac-Man incluída é uma porta homebrew mais fiel ao jogo de arcade original e não a porta Atari 2600 original do Pac-Man lançada em 1982 .
Os jogos são:
| Aventura                      | Adventure II           | Air Raiders ™     | Aquaventure             |
| Asteroids®                    | Astroblast ™           | Atari Climber     | Barnstorming            |
| Black Jack                    | Boliche                | Breakout®         | Centipede®              |
| Chase It!                     | Circus Atari ™         | Crystal Castles®  | Dark Cavern ™           |
| Demônios para Diamonds ™      | Falcão do deserto      | Dig Dug           | Dodge 'Em               |
| Double Dunk ™                 | Corrida Fatal          | Lagoa do sapo     | Frogger                 |
| Sapos e moscas                | Diversão com números   | Galaxian          | Golfe                   |
| Gravitar®                     | Carrasco               | Casa assombrada ™ | Bola de Canhão Humana ™ |
| Kaboom!                       | Millipede ™            | Mini-golfe        | Miss It!                |
| Missile Command®              | Night Driver ™         | Pac-Man           | Armadilha!              |
| Pong                          | Panela de pressão      | Bloqueio do radar | Realsports® Basketball  |
| Retornar para Casa Assombrada | River Raid             | Saboteur ™        | Salve Maria             |
| Secret Quest                  | Deslocador de Escudos  | Slot Machine      | Solaris                 |
| Space Attack ™                | Star Ship              | Star Strike ™     | Stellar Track ™         |
| Despir                        | Comandante Submarino   | Super Breakout    | Swordquest: Earthworld  |
| Swordquest: Fireworld         | Swordquest: Waterworld | Tempest®          | Verificadores de vídeo  |
| Video Chess                   | Video Pinball          | Mago              | Xevious                 |
| Retorno de Yars               | Yars 'Revenge®         |                   |                         |